# 猪豚亜目
猪豚亜目（ちょとんあもく・学名 Suina）は鯨偶蹄目（偶蹄目）に属する哺乳類の一群。現存するイノシシ科・ペッカリー科の２科を中心に構成される。別名猪型亜目（いのししがたあもく・学名 Suiformes）イノシシ亜目。

## 形態
外見は全体的にイノシシに似ている。基本的に大臼歯はブノドントで、雑食性に適応している。現生群では犬歯が非常に発達し、大きな牙になっている。また、哺乳類の基本の歯の数をそろえている。現世の猪豚亜目は胃は3室ないし、1室だけ持っている。また、鼻骨が発達し、吻が長くなっていて、そこに神経が集中し嗅覚が非常に発達している。四肢は短い。指趾は各4本あるが、現生群では2本（第3指・第4指）が機能的であり、もう2本は退化傾向にある。

## 分布
漸新世にペッカリー科が北アメリカ大陸に出現し、同時期にヨーロッパにイノシシ科が出現した。鮮新世後期にパナマ陸橋ができ、ペッカリー科が南アメリカ大陸へ進出した。中新世後期にはイノシシ科がアフリカやアジアに分布を広げた。かつてペッカリー科は旧大陸にも分布したと考えられていたが、のちの研究により旧大陸の化石種はいずれもイノシシ科または所属科不明とみなされている。

## 系統関係
以前は核脚亜目や反芻亜目よりも祖先型とされたグループが猪型亜目Suiformesとしてまとめられており、猪型亜目のうち原始的な絶滅群をパレオドゥス亜目Palaeodontaとして分ける説もあった。猪豚類はイノシシ下目Suinaとされ、外見的に似ており反芻をしないカバ下目Ancodonta（現生のカバ類と化石のアントラコテリウム類を含む）などとともに猪型亜目の下位に置かれていた。しかし、分子系統学によるDNA解析の結果、カバ類は猪豚類とは比較的縁遠く、その姉妹群は鯨類であり、さらに、カバ類およびクジラ類の姉妹群は反芻亜目であることが明らかとなった（これらはCetruminantiaとして総括される）。Cetruminantia類を猪豚類の姉妹群とする説もあり、このクレードにはArtiofabulaという学名が与えられている。絶滅したエンテロドン科などからなるエンテロドン上科Entelodontoideaもイノシシ下目に含まれると考えられていたが、2000年代以降の研究からエンテロドン科はCetruminantia類に属することが明らかになってきている。イノシシ上科は猪豚類に含まれることが確実な系統であり、現生のイノシシ科・ペッカリー科のほかに絶滅したSanitheriidae科などで構成される。
| Artiofabula | \| \| 猪豚亜目 Suina \| \| \| \| \| \| Cetruminantia（鯨類と反芻亜目を含めた分類群） \| \| \| \| |
|             | \| \| 猪豚亜目 Suina \| \| \| \| \| \| Cetruminantia（鯨類と反芻亜目を含めた分類群） \| \| \| \| |
|             | 核脚亜目 Tylopoda                                                                                |
|             |                                                                                                  |
|             | 猪豚亜目 Suina                                                                                   |
|             |                                                                                                  |
|             | Cetruminantia（鯨類と反芻亜目を含めた分類群）                                                    |
|             |                                                                                                  |

|  | 猪豚亜目 Suina                                |
|  |                                               |
|  | Cetruminantia（鯨類と反芻亜目を含めた分類群） |
|  |                                               |

| Artiofabula | \| \| 猪豚亜目 Suina \| \| \| \| \| \| Cetruminantia（鯨類と反芻亜目を含めた分類群） \| \| \| \| |
|             | \| \| 猪豚亜目 Suina \| \| \| \| \| \| Cetruminantia（鯨類と反芻亜目を含めた分類群） \| \| \| \| |
|             | 核脚亜目 Tylopoda                                                                                |
|             |                                                                                                  |
|             | 猪豚亜目 Suina                                                                                   |
|             |                                                                                                  |
|             | Cetruminantia（鯨類と反芻亜目を含めた分類群）                                                    |
|             |                                                                                                  |

|  | 猪豚亜目 Suina                                |
|  |                                               |
|  | Cetruminantia（鯨類と反芻亜目を含めた分類群） |
|  |                                               |

| Artiofabula | \| \| 猪豚亜目 Suina \| \| \| \| \| \| Cetruminantia（鯨類と反芻亜目を含めた分類群） \| \| \| \| |
|             | \| \| 猪豚亜目 Suina \| \| \| \| \| \| Cetruminantia（鯨類と反芻亜目を含めた分類群） \| \| \| \| |
|             | 核脚亜目 Tylopoda                                                                                |
|             |                                                                                                  |
|             | 猪豚亜目 Suina                                                                                   |
|             |                                                                                                  |
|             | Cetruminantia（鯨類と反芻亜目を含めた分類群）                                                    |
|             |                                                                                                  |

|  | 猪豚亜目 Suina                                |
|  |                                               |
|  | Cetruminantia（鯨類と反芻亜目を含めた分類群） |
|  |                                               |

| Artiofabula | \| \| 猪豚亜目 Suina \| \| \| \| \| \| Cetruminantia（鯨類と反芻亜目を含めた分類群） \| \| \| \| |
|             | \| \| 猪豚亜目 Suina \| \| \| \| \| \| Cetruminantia（鯨類と反芻亜目を含めた分類群） \| \| \| \| |
|             | 核脚亜目 Tylopoda                                                                                |
|             |                                                                                                  |
|             | 猪豚亜目 Suina                                                                                   |
|             |                                                                                                  |
|             | Cetruminantia（鯨類と反芻亜目を含めた分類群）                                                    |
|             |                                                                                                  |

|  | 猪豚亜目 Suina                                |
|  |                                               |
|  | Cetruminantia（鯨類と反芻亜目を含めた分類群） |
|  |                                               |

## 分類
以下の現生2科と絶滅1科（†で示す）が分類され、そのほかにEgatochoerus・Odoichoerus・Siamochoerus・Huaxiachoerusなどの所属科不明の絶滅属が含まれる。
- イノシシ上科 Suoidea
  - イノシシ科 Suidae
  - ペッカリー科 Tayassuidae
  - サニテリウム科 Sanitheriidae†